# Chaerocina jordani
Chaerocina jordani is een vlinder uit de familie van de pijlstaarten (Sphingidae). De wetenschappelijke naam van de soort werd in 1938 gepubliceerd door Emilio Berio.